# Ulica Eugeniusza Kwiatkowskiego w Stalowej Woli
Ulica Eugeniusza Kwiatkowskiego – jedna z ulic Stalowej Woli. Na całej swojej trasie jest jednojezdniowa. Rozpoczyna się na skrzyżowaniu z ulicą Ofiar Katynia. Ulica biegnie początkowo w kierunku południowo-zachodnim, a następnie północnym. Jej przedłużenie stanowi ulica Bojanowska, która prowadzi do drogi wojewódzkiej nr 871 w kierunku Tarnobrzega oraz do drogi wojewódzkiej nr 872 w kierunku Przyszowa i Bojanowa. Przy ulicy znajduje się Huta Stalowa Wola, która została otwarta w roku 1938 i była pierwszym zakładem przemysłowym w mieście.